# Военное дело в Древней Греции

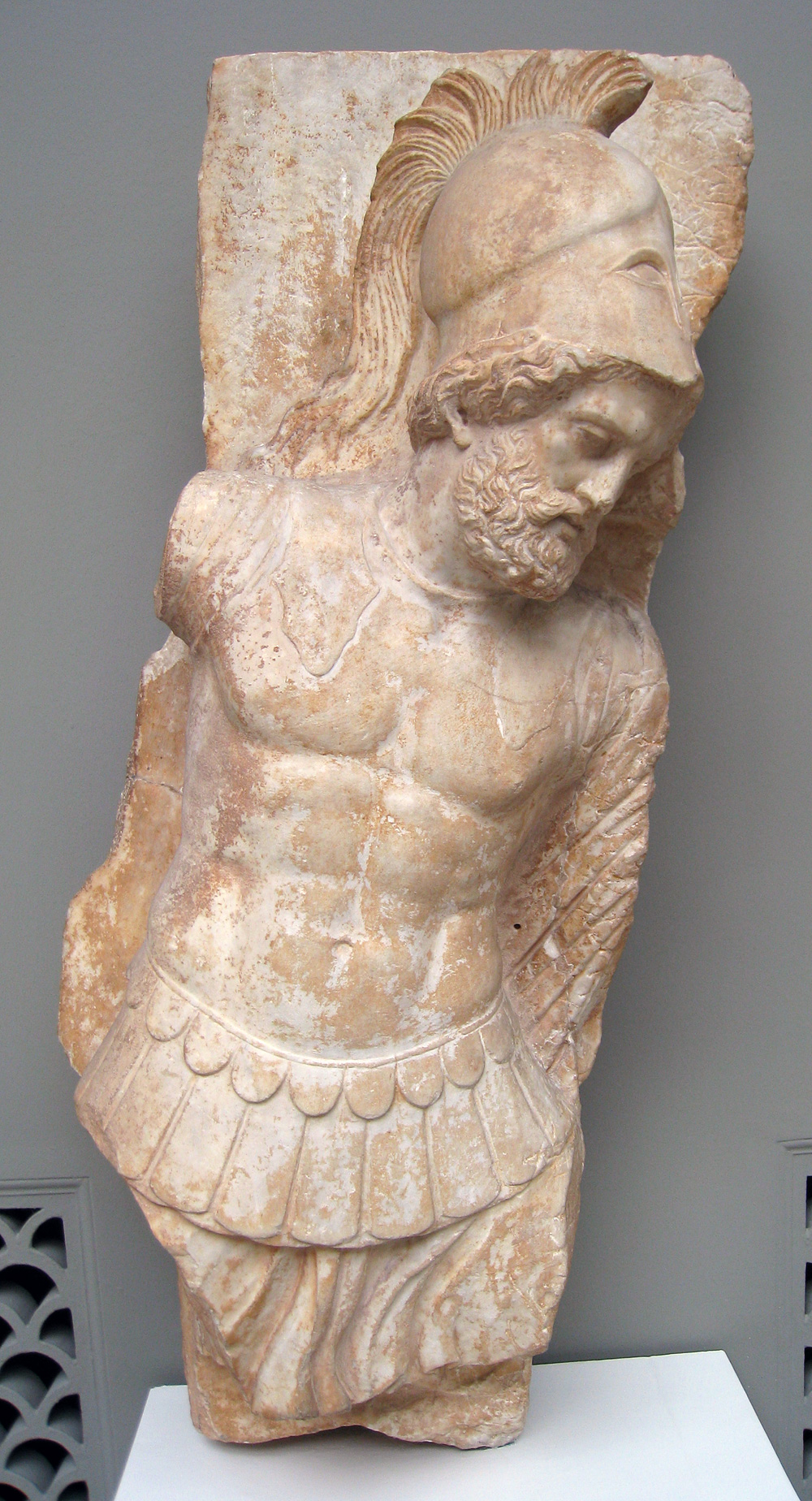
Древнегреческий мраморный рельеф (ок. 330 г. до н. э.), изображающий солдата в бою, держащего в руке оружие и готовящегося нанести удар по павшему врагу; рельеф мог быть частью официального афинского государственного мемориала; из коллекции Ny Carlsberg Glyptotek, Копенгаген, Дания.

Военное дело в Древней Греции — краткое описание развития военного дела на территории Древней Греции.
В Древней Греции территория, занятая её народами, дробилась примерно на 2 000 мелких государств, обыкновенно состоявших из одного города с примыкающими к нему деревенскими поселениями и полями. Каждое такое город-государство пользовалось полной политическою независимостью или неуклонно стремилось к такой независимости от других греческих племён или городов. Территория города-государства и была отечеством для этих жителей, все прочие греческие племена были чужие, иноземцы, и взаимные отношения между государствами были отношениями международными. Поэтому войны происходили на протяжении всей истории Древней Греции, начиная с греческих темных веков. Образование городов-государств (полисов) положило начало периоду архаической Греции (800–480 гг. до н.э.). Войны между полисами, в отличие от набегов с целью грабежа скота и зерна, приобрели организованный характер.
В историческом периоде жизни Греции, в разное время гегемония принадлежала Спарте, Афинам и Фивам, которые и являлись представителями военного искусства. Устройство вооружённой силы было милиционное, а воинской повинности подлежали все свободные граждане в возрасте от 20 до 60 лет в Спарте и от 18 до 40 лет в Афинах.
С возникновением городов-государств возник новый стиль ведения войны: фаланга гоплитов, то есть пехотинцев, защищенных доспехами и вооруженных копьями и щитами. Наиболее ранним изображением гоплитов является ваза Чиги, датированная примерно 650 г. до н. э. (на илл.).  Поскольку солдаты, кроме войны, должны были продолжать свои мирные занятия, войны были ограничены по времени. Ни одна из сторон не могла позволить себе тяжелые потери или продолжительные кампании, поэтому конфликты разрешались в результате одного решающего сражения.
Масштабы военных действий изменились в результате Греко-персидских войн, положивших начало Классической Греции (480–323 гг. до н.э.). Борьба с огромными армиями Империи Ахеменидов была за пределами возможностей одного города-государства.  Победа греков была достигнута благодаря союзам городов. Возвышение Афин и Спарты в ходе греко-персидской войны привело к Пелопоннесской войне. Акцент сместился на морские сражения и стратегии истощения, такие как блокады и осады. После поражения афинян в 404 г. до н.э. и роспуска Делийской лиги, в которой доминировали афиняне, Греция попала под спартанскую гегемонию. Но ситуация оставалась нестабильной, Персидская империя спонсировала восстание объединенных городов Афин, Фив, Коринфа и Аргоса против Спарты, что привело к Коринфской войне (395–387 до н.э.). В ходе этой войны Персия перешла на сторону Спарты, что положило конец войне, в обмен на города Ионии и спартанское невмешательство в Малую Азию. Спартанская гегемония продлилась еще 16 лет, пока в битве при Левктрах (371 г.) спартанцы не потерпели решительное поражение от фиванского полководца Эпаминонда.
Фиванцы стремились установить собственную гегемонию над Грецией. Однако им не хватило рабочей силы и ресурсов. После Эпаминонда и поражения в битве при Мантинее фиванская гегемония прекратилась.  Десять лет фиванской гегемонии ослабили и разделили все греческие города, что привело к возвышению Македонского царства. Используя новую тактику, царь Филипп II подчинил себе большую часть Греции, проложив путь к завоеваниям  своего сына Александра Великого. Возникновение Македонского царства обычно считается началом эллинистического периода и ознаменовало конец эры гоплитов в Древней Греции.

## Военная структура и методы

### Гоплиты

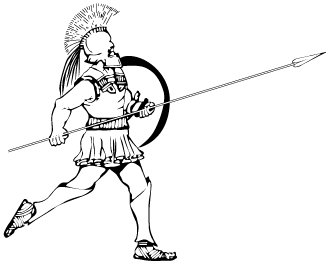
Гоплит, несущий щит-гоплон и ворруженный копьем-дори.

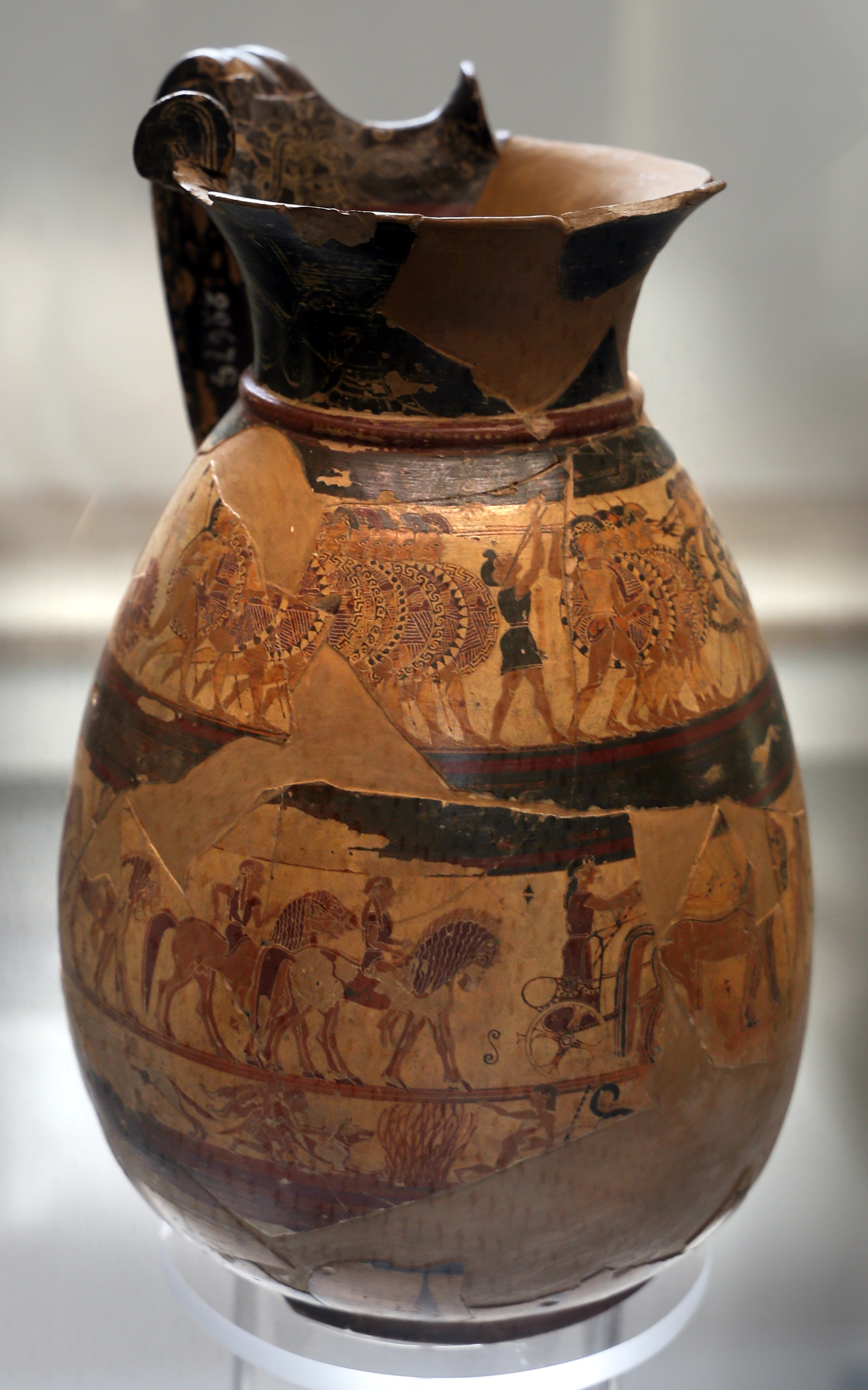
Изображение гоплитов на вазе Чаги.

Вместе с возникновением городов-государств возник совершенно новый стиль ведения войны и появились гоплиты. Именно гоплиты были главным действующим лицом войн в Древней Греции. Гоплиты городов-государств были обычными гражданами, за исключением спартанцев, которые были профессиональными солдатами.
Доспехи гоплитов были дорогими для обычного гражданина, поэтому их обычно передавали по наследству от отца или другого родственника солдата.  Вооруженим гоплита было копье-дори длиной около двух метров и короткий меч ксифос.
Происхождение гоплитов неясно и вызывает немало споров среди историков. Традиционно это датируется VIII веком до нашей эры и приписывается Спарте; но более поздние взгляды предполагают более позднюю дату, около VII века до нашей эры. Становление гоплитов завершилось примерно к 650 г. до н. э., судя по вазе Чиги. Главным нововведением в развитии гоплитов, по-видимому, стал характерный круглый щит гоплон или аспис, диаметром примерно 1 м, изготовленный  из дерева, облицованного бронзой. Несмотря на сравнительно большой вес, конструкция этого щита была такова, что его можно было держать на плечевом ремне. Что еще более важно, это позволило армии образовыывать «стену щитов». Доспехи гоплита состояли из бронзовых поножей и нагрудника из бронзы, кожи или жесткой ткани.
Независимо от того, где она возникла, организация армии гоплитов  быстро распространилась по всей Греции. Положительными качествами фаланги были ее относительная простота (позволяющая использовать ее гражданскому ополчению), низкий уровень боевых потерь, что было важно для небольших городов-государств и относительно низкая стоимость, позволявшая каждому гоплиту самому приобретать свое снаряжение. Фаланга также стала элементом политической организации общества, поскольку членами фаланги были почти все свободные граждане.

#### Фаланга гоплитов

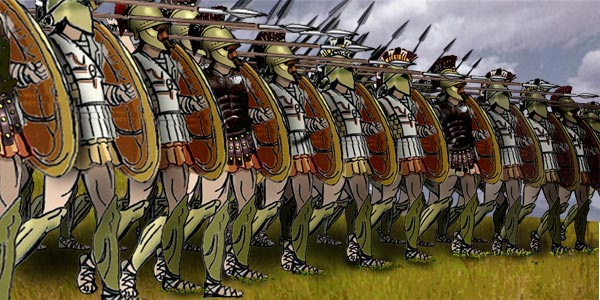
Реконструкция фаланги

Военная формация, называемая фалангой, впервые появилась в древнегреческих городах-государствах. Она представляла собой ряды гоплитов, стоящих плечом к плечу.  Таким образом, фаланга образовывала стену щитов и массу копий, что значительно затрудняло лобовые атаки на нее. Это также позволяло большему числу солдат участвовать в бою, а не только тем, кто находился в первых рядах.
Фаланга составляла ядро древнегреческой армии. Поскольку все гоплиты были защищены собственным щитом, а также щитами и копьями других, они были в относительной безопасности, пока строй не сломался. При наступлении фаланга переходила на бег, которого было достаточно, чтобы создать ударный импульс, но не слишком быстрый, чтобы нарушить строй. Исход столкновения двух фаланг зависел от доблести воинов первой линии, в то время как те, кто находится в задних рядах, лишь создавали давление на передние ряды. При таком построении, как правило, побеждала более глубокая фаланга, за некоторыми зарегистрированными исключениями.

#### Тактика гоплитов

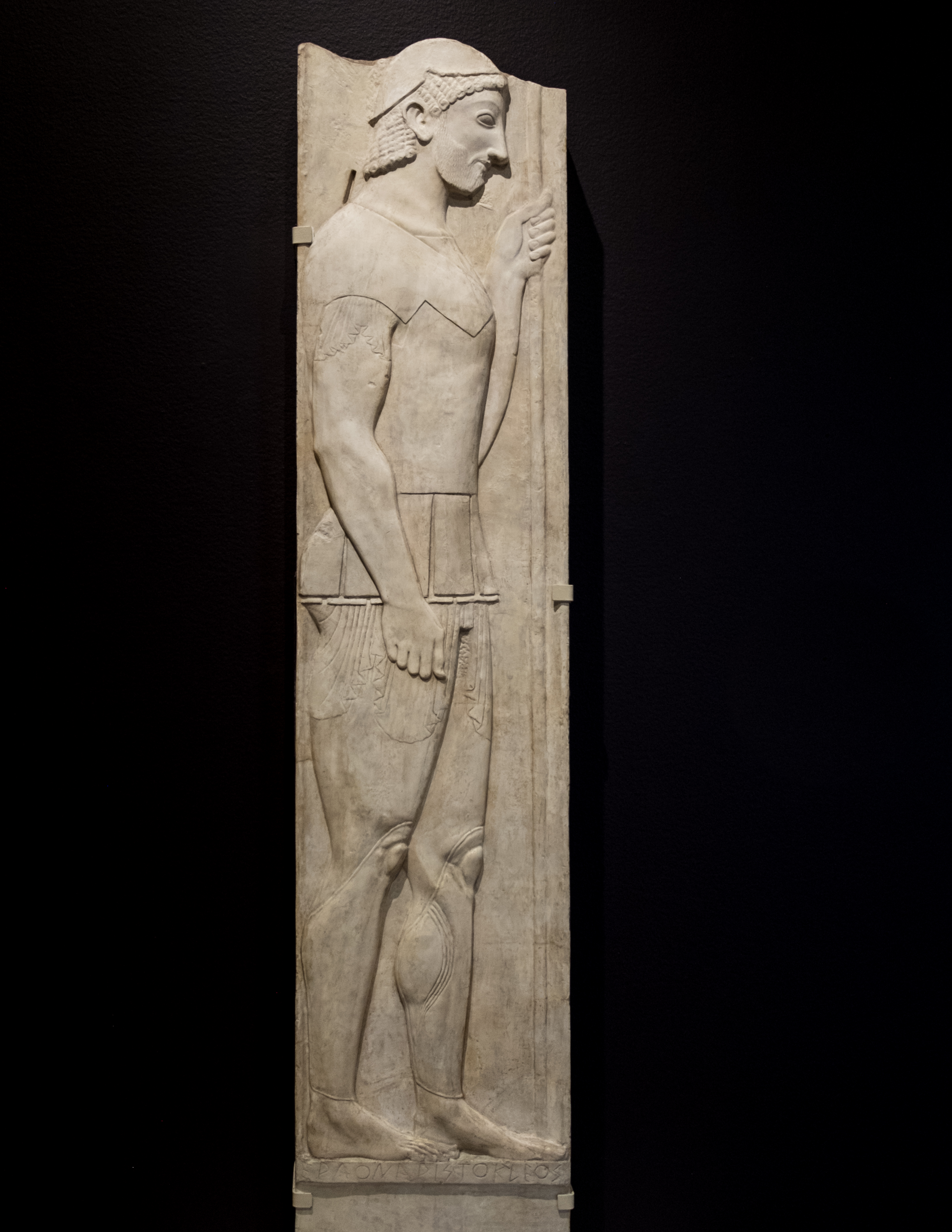
Стела Аристиона с изображением гоплита. 510 г. до н. э. Верх шлема отсутствует.

Не имея возможности содержать профессиональные армии, города-государства полагались на своих граждан в качестве военной силы. Это сокращало продолжительность кампаний, поскольку гражданам нужно было возвращаться к работе, особенно в сельском хозяйстве. Поэтому кампании часто ограничивались летним периодом. При этом армии сходились для боя на заранее условленном месте. Спарта была исключением из этого правила, поскольку каждый спартиат был профессиональным солдатом. Для ведения работ спартанцы использовали рабов-илотов.
Если одна сторона отказывалась от сражения, она отступала в город, и в этом случае нападавшим обычно приходилось довольствоваться опустошением окружающей сельской местности, поскольку сезон кампании был слишком ограничен для осады. Сражения обычно проходили по стандартной схеме и имели решающее значение для исхода войны. В ранний классический период гоплиты были основной силой армии; легкие войска и кавалерия обычно защищали фланги, выступая в качестве поддержки фаланги гоплитов.
Тактика гоплитов заключалась в нанесении массированного удара. Две фаланги врезались друг в друга в надежде прорвать вражескую линию. Этот манёвр был известен как Othismos или «толчок». Фукидид описал войну гоплитов как othismos aspidon или «толчок щитами». Сражение редко длилось более часа. Как только одна из линий прорывалась, побежденные обычно бежали с поля боя, преследуемые пельтастами или легкой кавалерией. Убегающему гоплиту приходилось бросать свой громоздкий щит, что служило доказательством его позора. Потери были небольшими по сравнению с более поздними сражениями, составляя от 5 до 15 % для победившей и проигравшей сторон соответственно, однако среди убитых часто оказывались выдающиеся граждане и генералы, которые шли в бой в первых рядах. Исход войны мог быть решен одним сражением; победа закреплялась путем выкупа павших у победителей.

### Другие элементы греческих армий

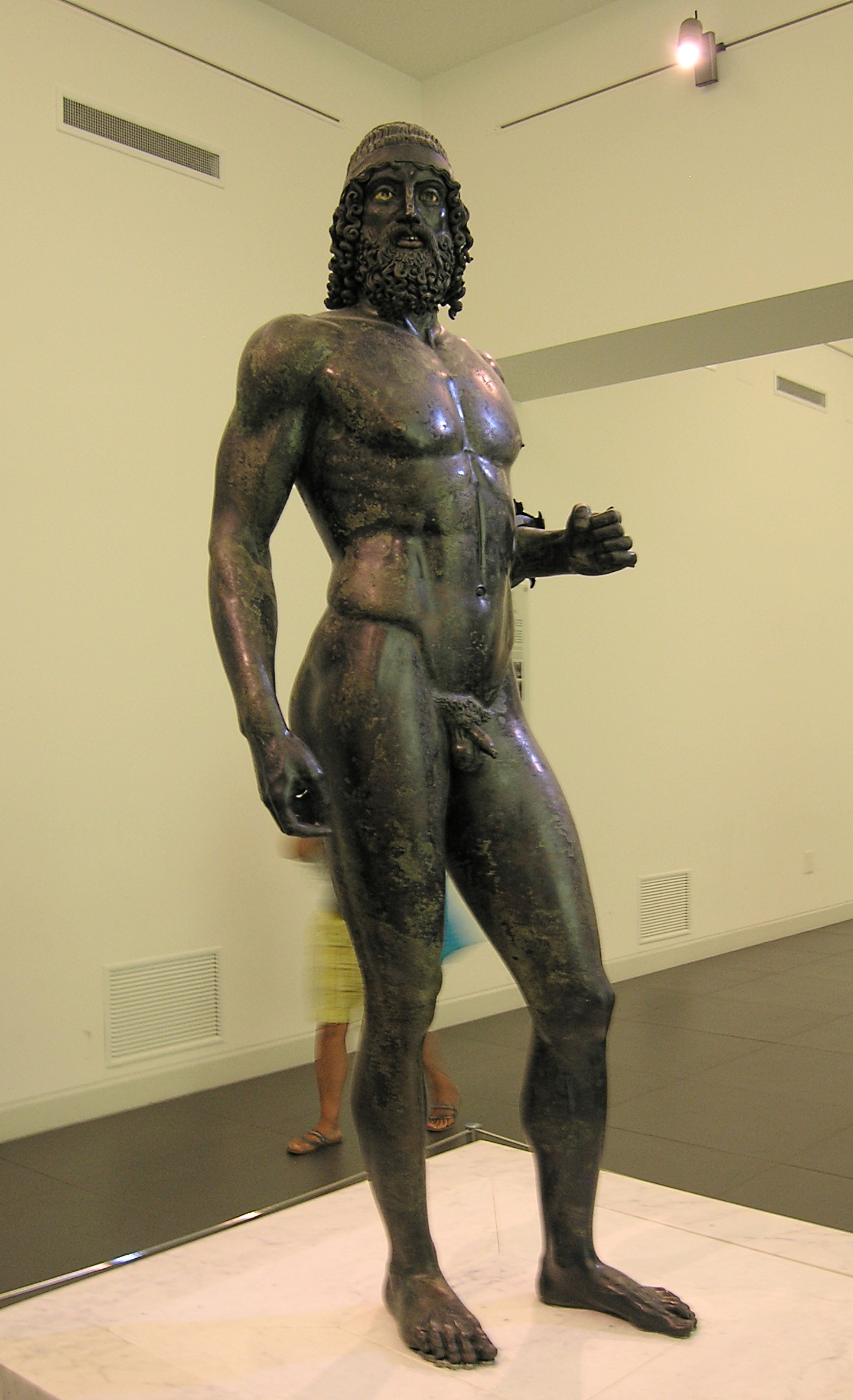
Древнегреческий воин, бронза из Риаче, ок. 450 г. до н.э.

Греческие армии также включали значительное количество легкой пехоты псилоев в качестве войск поддержки, которые также выполняли функции носильщиков для тяжелой пехоты. В их число входили метатели копий (аконтистаи ), метатели камней (литоволой и петроволой ) и пращники (сфендонитаи ), тогда как лучники (токсотай ) были редки и набирались в основном с Крита, или среди негреческих племен, как в решающей битве при Платеях 479 г. до н.э.  Доспехи гоплитов постепенно облегчались до защиты грудной клетки с льняной подкладкой и открытых шлемов, что делало фалангу более гибкой.
Кавалерия всегда существовала в греческих армиях классической эпохи, но стоимость лошадей делала ее намного дороже, чем доспехи гоплитов, что ограничивало кавалеристов дворянами и очень богатыми людьми, составлявшими социальный класс гиппеев. В раннюю эпоху гоплитов кавалерия почти не играла никакой роли, в основном по социальным, но также и по тактическим причинам, поскольку на поле боя полностью доминировала фаланга. Постепенно, особенно во время Пелопоннесской войны, кавалерия становилась все более важной. Конники вели разведку, прикрывали основные силы, преследовали бегущих, обходили противника с флангов и т.п.  Ярким примером роли конницы было преследование и, в конечном итоге, уничтожение отступающей афинской армии в ходе катастрофической сицилийской экспедиции 415–413 гг. до н.э. Одним из самых известных отрядов греческой кавалерии была Тарантийская конница, происходящая из города-государства Тарас в Великой Греции.
Хотя древнегреческие историки редко упоминали наемников, археологические данные свидетельствуют о том, что войска, защищавшие Гимеру, не были строго греческими по происхождению. Хотя победа при Гимере широко рассматривается как определяющее событие для греческой идентичности, анализ ДНК 54 трупов, найденных в могилах, раскопанных в западном некрополе Гимеры, позволил проследить, что солдаты набирались из отдаленных мест, расположенных на территориях современной Украины, Латвии и Болгарии.

## Экономический аспект войны
Кампании часто приурочивались к сельскохозяйственному сезону, чтобы повлиять на врагов или их посевы и урожай. Необходимо было очень тщательно подобрать время, чтобы сбор урожая врага был сорван, но урожай нападающих не пострадал.
В дополнение к помехам сбору урожая применялось опустошение сельской местности путем выкорчевывания деревьев, сжигания домов и посевов и убийства всех, кто находился вне стен города. Выкорчевывание деревьев было особенно эффективным, учитывая, что греки зависели от урожая оливок и что новым оливковым деревьям требовалось много времени, чтобы достичь зрелости.
Война также вела к приобретению земли и рабов, что, в свою очередь, увеличивало объем ресурсов, необходимых для содержания армии. Война также стимулировала производство благодаря увеличению спроса на оружие и доспехи. Судостроение также испытывало бум спроса.

## Военно-морская тактика

### Боевые порядки
В открытом море греческий военный флот ходил перевернутым строем во главе с кораблем наварха. При появлении вражеских кораблей флот поворачивал на правый или левый борт, чтобы сформировать боевую линию. Боевая линия состояла из кораблей, выстроенных бок о бок носом к противнику. Это построение действовало как в наступление, так и в обороне. В нападении это облегчало применение тарана, в обороне построение бок-о-бок обеспечивало защиту наиболее уязвимых частей кораблей — борта и корму.
Построение в ряд использовалось почти во всех морских сражениях, за исключением битвы при Навпакте. Во время этой битвы афинский флот был атакован прежде, чем он смог перестроиться в боевой порядок.

### Дикплоус
Дикплоус — древнегреческая военно-морская тактика, использовавшаяся для проникновения за линию кораблей противника. Маневр заключался в том, что греческие корабли, выстроившиеся в ряд, гребли через промежутки между кораблями противника. После того, как трирема успешно пересекала линию противника, корабли разворачивались и атаковали уязвимые борта кораблей противника.
Хотя дикплоус считался одним из самых эффективных маневров в морской войне он был успешно применен лишь в трёх сражениях: при Ладе, Хиосе и Сиде. Одним из способов противодействия дикплоусу было отступление флота с формированием круга кораблей носами наружу. Этот маневр был известен как построение «ежа». Тесный круг не позволил греческому флоту проникнуть в эскадру противника, поскольку при попытке прорыва, атакующая трирема была бы окружена противником и протаранена. Этот маневр использовал Фемистокл в битве при Артемисии .

### Периплус
Другой военно-морской тактикой, использовавшейся древними греками, был периплус. В этом случае атакующий флот старался окружить боевую линию противника. Цель маневра заключалась в том, чтобы зайти с кормы противника для последующего тарана. Пример такой тактики описан Фукидидом во время второй битвы между афинянами и пелопоннесцами в Коринфском заливе. Успех периплуса достигался за счет более высокой маневренности афинских трирем.

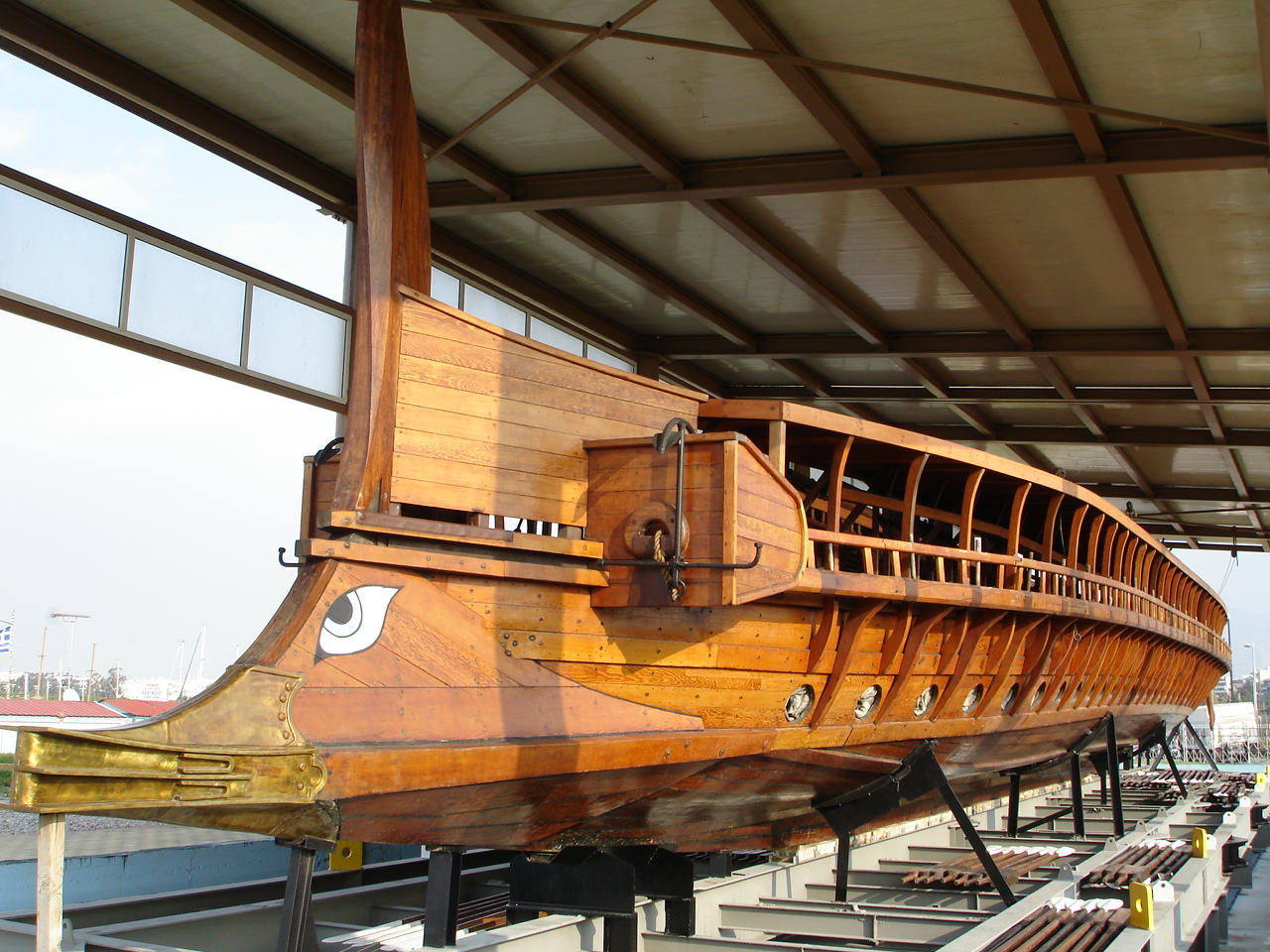
Олимпия, реконструкция древней афинской триремы с бронзовым тараном.

### Таран
Наиболее эффективным приемом греческого флота был таран. Носовая часть каждой триремы имела массивный выступ, обшитый бронзой, которым и наносился удар по вражескому кораблю. Для успеха этой тактики требовался подготовленный экипаж, поскольку гребцам триремы было необходимо не только точно поразить цель, но и суметь быстро отступить до того, как вражеский корабль затонет. Обычной целью при атаке была корма, где располагались рулевые весла, или борт корабля, где находились гребные весла. Наибольший урон противнику наносился не в момент удара, а позже, когда судно тонуло вместе с экипажем.

### «Стрижка»
Этот прием применялся в ходе атаки с использованием тарана. «Стрижка» происходит, когда атакующий корабль сталкивается с веслами корабля противника. Во время столкновения деревянные весла ломались и часто пронзали гребца и других членов команды. Кроме того, лишенный весел корабль становился легкой мишенью для последующих таранов.

### Морские пехотинцы и лучники
Морские пехотинцы, или эпибатай, были вспомогательным оружием греческого флота. Во время боя морские пехотинцы отвечали как за нападение на корабль противника, так и за предотвращение абордажа собственного корабля. Количество морских пехотинцев на триреме менялось в зависимости от каждого боя. Например, во время Пелопоннесской войны на палубе судна обычно находились 4 лучника и 10 морских пехотинцев. Однако во время битвы при Эвримедонте Кимон имел на борту каждого корабля по сорок морских пехотинцев.
Лучники также играли важную роль в морских сражениях. Стрелы могли значительно снизить боевую мощь противника, уничтожая офицеров и солдат на вражеском корабле. Стрелы имели эффективную дальность до 160—170 метров.

## Сухопутная тактика

### Гоплиты
Воинов греческой армии называли гоплитами. Они были известны своей храбростью и силой. Такие сражения, как битва при Фермопилах, демонстрируют силу и умение греков в сухопутных битвах. С того момента, как греки начали сражаться «бронзовыми щитами и в фаланге », они должны были уметь выстраиваться в шеренгу, а не просто толпиться.  Афинская армия обычно делилась на десять таксеев, или племенных полков, и подразделялась на лохои.

### Фаланга
Фаланга — армейская тактика, которую греки применяли с использованием щитов. Каждый солдат нес в левой руке щит, которым он защищал и себя, и человека слева от себя. Глубина фаланги различалась в зависимости от боя и командира, но ширина строя значительно превышала его глубину. Например, во время битвы при Сиракузах глубина фаланги афинской армии составляла 8 рядов, тогда как ее противника, сиракузской армии, — 16.

### Ближний бой
Ближний бой, возникал чаще всего после рассредоточения строя фаланги. Этот бой также часто называли дорарисмос, что означает «бой на копьях». Один из примеров рукопашного боя описан Геродотом во время битвы при Фермопилах. Геродот сообщает, что после того, как спартанцы потеряли во время боя копья и мечи, они продолжали сражаться «руками и зубами».

### Засада
Использование засады не было обычной тактикой во время сражений гоплитов. Засады стали широко применяться лишь с появлением легкой пехоты. Самая известная версия этой тактики произошла во время битвы при Дайме в 218 году до нашей эры, когда одна сторона притворилась, что отступает и заманила противника в засаду. Позднее эта тактика стала настолько известной, что в 217 г. до н. э. стратианская армия отказалась преследовать акарнанцев во время их отступления, опасаясь  попасть в засаду.

## Военные кампании

### Греко-персидские войны
Масштабы военных действий в Древней Греции резко изменились в результате греко-персидских войн. Борьба с огромными армиями Империи Ахеменидов было фактически за пределами возможностей одного города-государства. Окончательный триумф греков был достигнут благодаря союзам многих городов-государств (точный состав менялся с течением времени). Хотя союзы между городами-государствами возникали и раньше, ничего такого масштаба раньше не наблюдалось.
Греко-персидские войны (499–448 гг. до н.э.) стали результатом попыток персидского императора Дария Великого, а затем его преемника Ксеркса I подчинить себе Грецию. Дарий уже был правителем городов Ионии;  в 499 году до нашей эры ионийцы восстали и  этот момент  принято считать началом войны. Восстание было подавлено в 494 г. до н.э., но Дарий решил подчинить своей власти и материковую Грецию. Многие города-государства подчинились Дарию, но другие нет, в частности, Афины и Спарта.  Дарий послал своих полководцев Датиса и Артаферна атаковать Аттику, чтобы наказать Афины за непокорность. Разорив Эретрию, персы высадились у Марафона.
Афинская армия из около 10 000 гоплитов двинулись навстречу персидской армии численностью около 25 000 человек.  Афиняне находились в  невыгодном положении как в стратегическом, так и в тактическом отношении. Создание большой армии лишило Афины защитников, и поэтому любая атака в  тыл отрезала бы армию от города. Тактически гоплиты были очень уязвимы для атак кавалерии, поскольку у афинян не было конницы для защиты флангов. После нескольких дней противостояния при Марафоне персидские командиры попытались воспользоваться стратегическим преимуществом, отправив свою кавалерию морем для набега на Афины. Это дало афинской армии  возможность атаковать оставшуюся часть персидской армии.

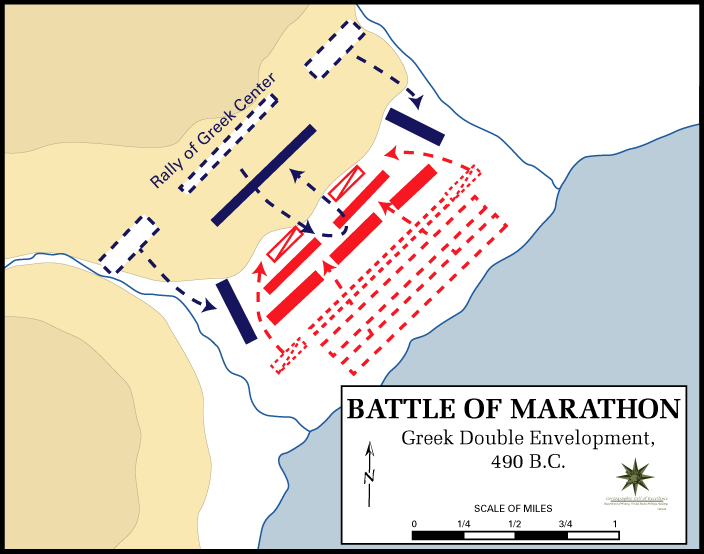
Греческие крылья (синие) охватывают персидские крылья (красные).

Битва при Марафоне стала первым серьезным столкновением между армией гоплитов и негреческой армией. Персы имели репутацию непобедимых, но в последовавшей пехотной битве афинские гоплиты доказали свое превосходство. Греческий полководец Мильтиад приказал рассредоточить войска по широкому фронту, ослабив центр  линии. Однако легкая персидская пехота не смогла противостоять  гоплитам, и персидские фланги были быстро разбиты. Затем греческие крылья обратились против элитных войск в персидском центре, которые до этого удерживали греческий центр. Сражение доказало высокий потенциал гоплитов и убедительно продемонстрировало, что персы, в конце концов, не были непобедимыми.
Месть персов была отложена на 10 лет из-за внутренних конфликтов в Персидской империи. Сын Дария Ксеркс вернулся в Грецию в 480 г. до н.э. с огромной армией (по современным оценкам, от 150 000 до 250 000 человек). Многие греческие города-государства, заблаговременно предупрежденные о предстоящем вторжении, образовали антиперсидский союз; хотя, как и раньше, некоторые города оставались нейтральными или даже перешли на сторону Персии.
Союз городов позволил диверсифицировать союзные вооруженные силы. Дальновидный афинский политик Фемистокл в 483/82 г. до н.э.  убедил афинян построить огромный флот в для борьбы с персидской угрозой (и, таким образом, фактически отказаться от своей армии гоплитов, поскольку для обоих не хватало людей). Таким образом, Афины предоставили основу флота, а другие города, включая Спарту, предоставили армию.
Второе персидское вторжение известно битвами при Фермопилах и Саламине. Когда огромная персидская армия двинулась на юг через Грецию, союзники послали ей навстречу небольшой отряд (около 10 000 человек) под командованием спартанского царя Леонида, чтобы заблокировать проход через Фермопилы, что дало бы время для сбора основной армии. Союзный флот блокировал пролив Артемисия, чтобы не допустить высадки персов в тылу Леонида. Отряд Леонида  в течение трех дней удерживал  персидскую армию, при этом гоплиты вновь доказали свое превосходство над персами.
Персам удалось обойти спартанцев по горной дороге, но к тому времени Леонид распустил большую часть войск, оставшись с арьергардом из трехсот спартанцев и, возможно, 2000 других солдат. Последний бой спартанцев прославился на века. Греческий флот, между тем, успешно сдерживал персидский флот, пока отряд Леонида удерживал перевал.
Оборона Леонида дала грекам время для организации обороны на Коринфский перешеек хотя  Афины пришлось сдать персам.  Чтобы обойти перешеек, Ксерксу нужно было разбить греческий флот; в свою очередь,  грекам необходимо было разбить персидский флот, чтобы надолго обеспечить свою безопасность.  Грекам удалось заманить персидский флот в Саламинский пролив; и они одержали решающую победу, оправдав решение Фемистокла построить сильный флот.  Ксеркс вернулся в Малую Азию с большей частью своей армии, оставив своего генерала Мардония в следующем году (479 г. до н.э.) проводить кампанию в Греции.
В дальнейщем греки начали стратегическое наступление. Делийский союз, в котором доминировали афиняне, истребил персидские гарнизоны из Македонии и Фракии,  и освободил ионические города от персидского владычества. В какой-то момент греки даже предприняли попытку вторжения на Кипр и в Египет (которая оказалась неудачной).  В дальнейшем войны в Греции вышли за рамки сезонных ссор между городами-государствами и превратилась в скоординированные международные действия с участием огромных армий. При этом амбиции многих греческих государств резко возросли. Возникшая в результате этого напряженность, а также возвышение Афин и Спарты как лидеров во время персидской войны, привели к Пелопоннесской войне, которая, в свою очередь, привела к дальнейшему развитию стратегии и тактики.

### Пелопоннесская война

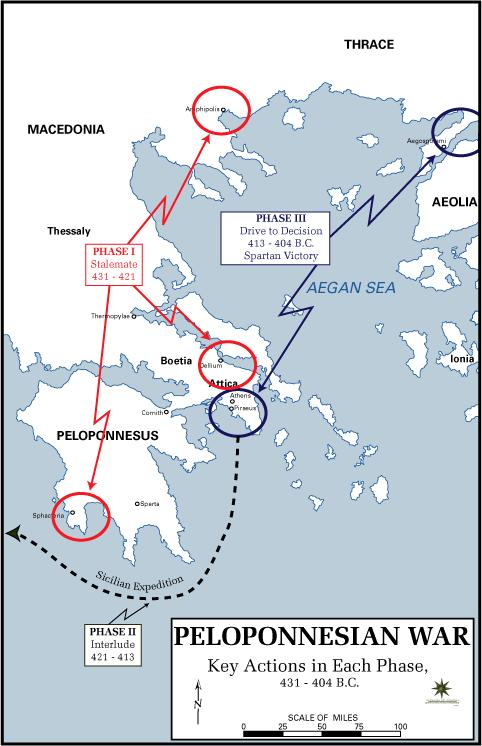
Ключевые действия Пелопонесской войны.

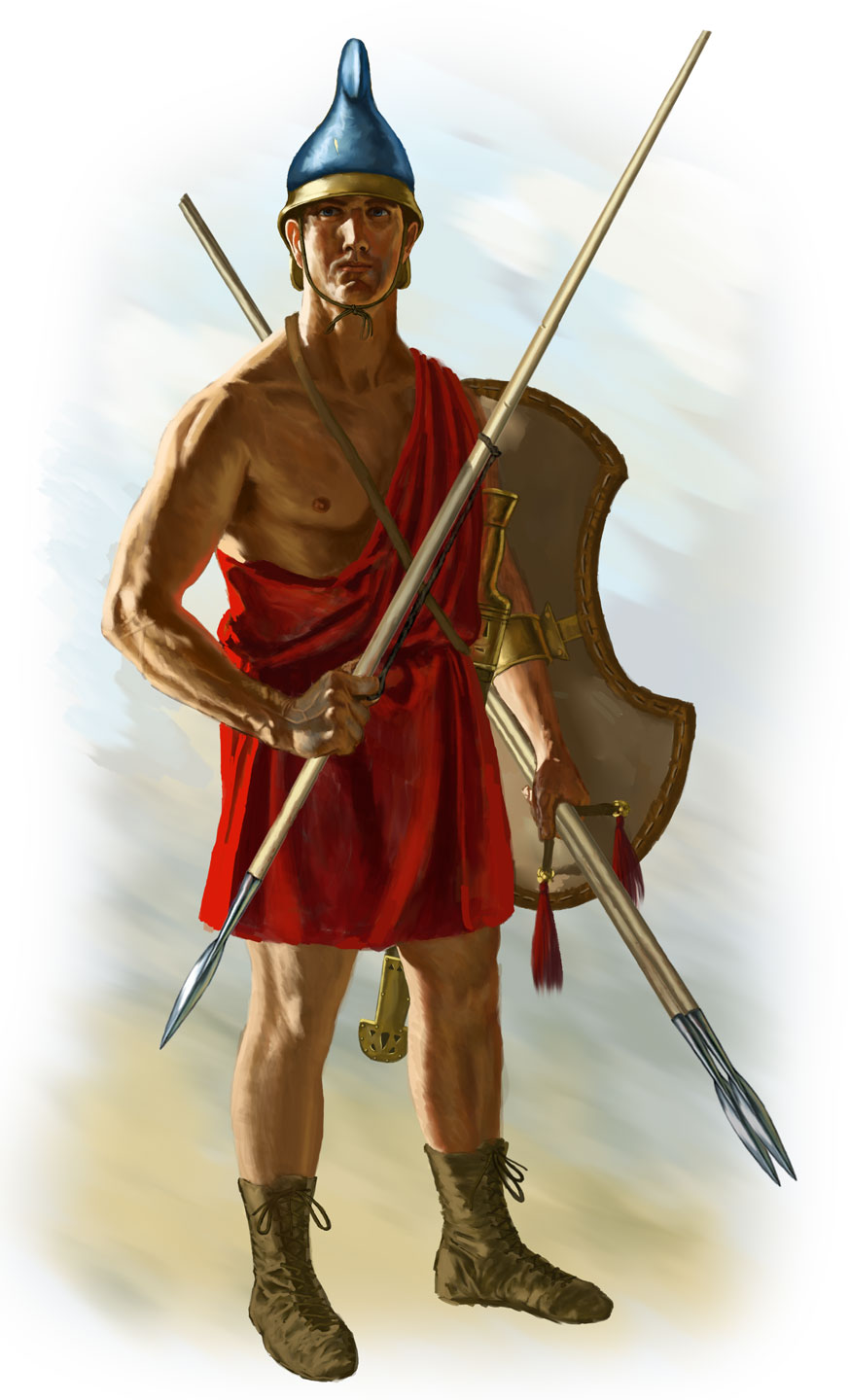
Агрианский пельтаст, вооруженный тремя копьями: одно в руке и два в пельте.

Пелопоннесская война (431–404 гг. До н.э.) велась между Делийской лигой, в которой доминировали афиняне, и Пелопоннесской лигой, в которой доминировали спартанцы. Увеличение численности войск и финансовых ресурсов увеличили масштабы боевых действий. Сухопутные сражения во время этой войны не были решающими. Вместо этого стороны полагались на морскую войну и стратегии истощения, такие как блокады и осады. Эти изменения значительно увеличили число жертв и привели к общему упадку греческого общества.
По сути это был конфликт между Афинами и Спартой за господство в Греции. Война (или войны, поскольку ее часто делят на три периода) большую часть времени была позиционной, перемежающейся редкими всплесками активности. Обе стороны пытались выйти из тупика, что было новым элементом в греческом военном деле.
Опираясь на опыт Персидских войн, продолжалась диверсификация от основной войны гоплитов, позволенная увеличением ресурсов. Повышенное внимание уделялось военно-морскому флоту, осадам, наемникам и экономической войне. Пелопоннесская война, далекая от ранее ограниченной и формализованной формы конфликта, превратилась в тотальную борьбу между городами-государствами, полную зверств большого масштаба; разрушая религиозные и культурные табу, опустошая обширные территории сельской местности и уничтожая целые города.
С самого начала несоответствие противоборствующих сил было очевидным. Делосский союз (далее «Афиняне») представлял собой прежде всего военно-морскую державу, тогда как Пелопоннесский союз (далее «Спартанцы») состоял в основном из сухопутных держав. Таким образом, афиняне избегали сражения на суше, поскольку они не могли победить, и вместо этого действовали на море, блокируя Пелопоннес, сохраняя при этом свою торговлю. И наоборот, спартанцы неоднократно вторгались в Аттику, но только на несколько недель. Хотя обе стороны терпели неудачи и победы, первая фаза по сути закончилась тупиком, поскольку ни одна лига не имела возможности нейтрализовать другую. Второй этап—афинская экспедиция по атаке Сиракуз на Сицилии не принесла никаких ощутимых результатов, кроме больших потерь афинских кораблей и людей.
Однако на третьем этапе войны использование более сложных уловок в конечном итоге позволило спартанцам заставить Афины сдаться. Во-первых, спартанцы разместили постоянный гарнизон в части Аттики, выведя из-под контроля Афин серебряный рудник, который финансировал военные действия. Вынужденная выжимать еще больше денег из своих союзников, Афинский союз оказался в крайне напряженном положении. После потери афинских кораблей и людей в сицилийской экспедиции Спарта смогла спровоцировать восстание городов Афинского союза, что  значительно снизило способность афинян продолжать войну.
Фактически Афины частично оправились от этой неудачи между 410 и 406 годами до нашей эры, но продолжение экономической войны, в конце концов, привел к ее поражению. Создав флот, способный противостоять сильно ослабленному афинскому флоту, спартанский полководец Лисандр захватил Геллеспонт, источник зерна в Афинах. Таким образом, оставшийся афинский флот был вынужден вступить в бой и потерпел решительное поражение. У Афин не осталось другого выбора, кроме как сдаться. Город был лишен стен, заморских владений и флота.

#### Наемники и легкая пехота
В тактическом отношении в Пелопонесской войне было мало инноваций, кроме использования легкой пехоты, такой как пельтасты (метатели копья) и лучники. Многие из них были наемниками, нанятыми из отдаленных регионов Греции. Например, агрианы из Фракии были известными пельтастами, а Крит славился своими лучниками. Поскольку в Пелопоннесской войне не было решающих сухопутных сражений, наличие или отсутствие этих войск вряд ли могло повлиять на ход войны. Тем не менее, это было важное нововведение, которое получило дальнейшее развитие в более поздних конфликтах. Силераиои также были группой древних наемников, скорее всего, нанятых тираном Дионисием I Сиракузским.

### Спартанская и фиванская гегемонии
После окончательного поражения афинян в 404 г. до н. э. и роспуска Делийской лиги,  Древняя Греция попала под гегемонию Спарты. Мирный договор, положивший конец Пелопоннесской войне, оставил Спарту фактическим правителем Греции. Хотя спартанцы не пытались управлять всей Грецией напрямую, они предотвратили союзы других греческих городов и вынудили города-государства принять правительства, которые Спарта считала подходящими. Спартанцы заменили господство Афин над заморскими территориями Афин своим собственным, установив в «освобожденных городах» олигархические режимы, разместив в них спартанские гарнизоны, назначив своих наместников и вновь обложив их данью. В самих Афинах спартанцы поставили у власти марионеточное правительство олигархов, которых за жестокость вскоре заслуженно прозвали Тридцатью тиранами. Новый режим развязал террор, включавший в себя массовые конфискации собственности и узаконенные убийства, мишенью которых вначале были известные лидеры демократов, затем — состоятельные горожане, ставшие жертвами корысти, и, наконец, обычные умеренные и даже те из них, кто, будучи сторонниками новоявленного строя, протестовал против подобных злодеяний.
Однако с самого начала было ясно, что спартанская гегемония неустойчива; афиняне, несмотря на свое сокрушительное поражение, восстановили демократию,  свергнув одобренную Спартой олигархию. Спартанцы не чувствовали себя достаточно сильными, чтобы навязать свою волю Афинам. Несомненно, одной из причин слабости гегемонии было сокращение спартанского населения. Это не осталось незамеченным со стороны Персидской империи, которая спонсировала восстание Афин, Фив, Коринфа и Аргоса, приведшее к Коринфской войне (395–387 до н.э.). Это была первая серьезная проблема, с которой столкнулась Спарта.
Первые столкновения при Немее и Коронее были типичными сражениями фаланг гоплитов, приведшими к спартанским победам. Однако спартанцы потерпели большое поражение, когда их флот был уничтожен персидским флотом в битве при Книде, что подорвало спартанское присутствие в Ионии. Война прекратилась после 394 г. до н. э., зайдя в тупик, перемежающийся незначительными сражениями. Однако один из них особенно примечателен; в битве при Лехеуме афинские силы, состоящие в основном из легких войск, разгромили спартанский полк.
Война закончилась, когда персы, обеспокоенные успехами Афин и союзников, перешли на поддержку Спарты в обмен на города Ионии и спартанское невмешательство в Малую Азию. Это привело к соглашению Спарты и Афин и восстановило спартанскую гегемонию на более стабильной основе. Мирный договор, положивший конец войне, фактически восстановил статус-кво до войны, хотя Афинам было разрешено сохранить часть территории, которую они вернули во время войны. Спартанская гегемония продлилась еще 16 лет.

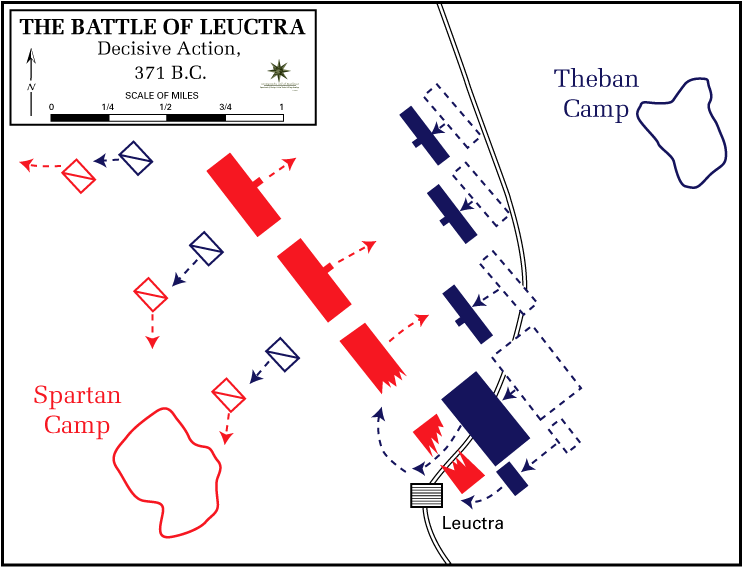
Битва при Левктрах, 371 г. до н. э., демонстрирующая тактические достижения Эпаминонда.

Вторая серьезная проблема, с которой столкнулась Спарта,  был конфликт с Фивами. Пытаясь расширить свое влияние на Беотию, фиванцы навлекли на себя гнев Спарты. После того, как Фивы отказались распустить свою армию, армия спартанцев численностью около 10 000 двинулась на север. В решающей битве при Левктре (371 г. до н.э.) победу одержали фиванцы. Сражение известно тактическими новшествами фиванского полководца Эпаминонда (наилл).
Вопреки традиции, он усилил левый фланг фаланги до неслыханной глубины в 50 шеренг за счет центра и правого фланга. Центр и правая часть были отведены назад, так что фаланга продвигалась строем «эшелон». Усиленное левое крыло смогло разгромить элитные спартанские силы. После поражения спартанцев и гибели спартанского царя остальная часть союзной армии обратилась в бегство. Эта победа стала одним из первых примеров тактики локальной концентрации сил.
После победы фиванцы закрепили свой контроль в Беотии, а затем двинулись на Спарту. Поскольку к фиванцам присоединились многие бывшие союзники Спарты, спартанцы были бессильны противостоять этому вторжению. Фиванцы вошли в Мессению и освободили ее от Спарты; это был смертельный удар, поскольку Мессения давала большую часть илотов, которые обеспчивали Спарту рабочей силой. Эти события навсегда снизили мощь и престиж Спарты и заменили спартанскую гегемонию фиванской. Однако фиванская гегемония продлилась недолго.
На протяжении 369–362 гг. до н.э. происходили  многочисленные столкновения. Пытаясь укрепить позиции фиванцев, Эпаминонд снова двинулся на Пелопеннес в 362 г. до н.э. В битве при Мантинее произошло крупнейшее сражение, когда-либо произошедшее между греческими городами-государствами, большинство из которых присоединились к одной из сторон. Эпаминонд применил тактику, аналогичную тактике при Левктре, и снова фиванцы, расположившиеся слева, разгромили спартанцев и тем самым выиграли битву. Однако потери фиванцев, включая самого Эпаминонда, были таковы, что после этого Фивы не смогли поддерживать свою гегемонию. И наоборот, очередное поражение означало, что Спарта не смогла вернуть себе гегемонию в Греции. В конечном итоге битва при Мантинии серьезно ослабила греческие государства и оставила их разделенными, без доминирующей державы.

### Возвышение Македонии и конец эпохи гоплитов

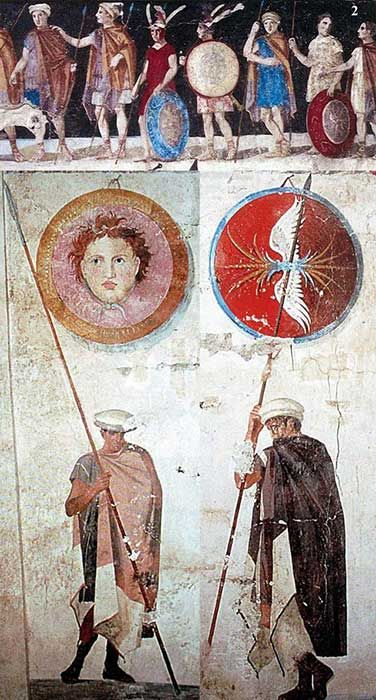
Изображения древних македонских солдат из гробницы Святого Афанасия, Салоники в Греции, IV век до нашей эры.

Хотя к концу фиванской гегемонии города южной Греции были сильно ослаблены, они могли бы снова подняться, если бы не приход к власти Македонского царства в северной Греции. В отличие от  небольших городов-государств, Македония была племенным царством, управляемым самодержавным царем и, что немаловажно, занимавшим большую территорию. Однажды твердо объединенная, а затем расширенная Филиппом II, Македония обладала ресурсами, которые позволяли ей доминировать над ослабленными и разделенными государствами на юге Греции. Между 356 и 342 годами до нашей эры Филипп завоевал все города-государства в окрестностях Македонии, затем Фессалии, а затем Фракии.
Наконец, Филипп стремился установить свою собственную гегемонию над южногреческими городами-государствами, и после победы над объединенными силами Афин и Фив, двух самых могущественных государств, в битве при Херонее в 338 г. до н. э., ему это удалось. После этого Филипп вынудил большинство городов-государств южной Греции (включая Афины, Фивы, Коринф и Аргос; но не Спарту) присоединиться к Коринфскому союзу и, следовательно, стать ему союзниками.
Это установило длительную гегемонию Македонии над югом Греции и дало Филиппу ресурсы и безопасность для начала войны против Персидской империи. После его убийства эта война была развязана его сыном Александром Великим и привела к захвату всей империи Ахеменидов македонянами. Объединенная Македонская империя ненадолго пережила смерть Александра и вскоре распалась на эллинистические царства диадохов (полководцев Александра). Однако эти царства по-прежнему оставались огромными государствами и продолжали сражаться так же, как армии Филиппа и Александра. Таким образом, возвышение Македонии и ее преемников стало похоронным звоном по своеобразному способу ведения войны, существовавшему в Древней Греции;  вместо этого появилась война «сверхдержав», которая доминировала в древнем мире между 350 и 150 годами до нашей эры.

#### Нововведения Филиппа II
Одной из основных причин успеха Филиппа в установлении господства в Греции был разрыв с эллинскими военными традициями. Имея больше ресурсов, он смог собрать более разнообразную армию, включая сильные кавалерийские компоненты. Он довел развитие фаланги до логического завершения, вооружив своих «фалангитов» (поскольку они явно не были гоплитами) длинными пиками-сарисами 6-метровой длины. Македонская фаланга представляла собой не столько стену щитов, сколько стену копий. Македонская фаланга была оборонительным формированием, она не предназначалась для решающего наступательного удара, но использовалась для сковывания вражеской пехоты, в то время как более мобильные силы (например, кавалерия) обходили противника с фланга. Этому «общевойсковому» подходу способствовало широкое использование застрельщиков, таких как пельтасты.
В тактическом плане Филипп усвоил уроки многовековой войны в Греции. Он повторил тактику Эпаминонда в Херонее,  выстраивая фалангу уступом. Слава Александра в немалой степени связана с его успехами в качестве боевого тактика; неортодоксальные приемы, которые он использовал в битвах при Иссе и Гавгамелах, не были похожи ни на что, что раньше видели в Древней Греции.